# 대구포크페스티벌
대구포크페스티벌은 대구광역시 중구에서 개최되는 포크 음악 축제이다. 2015년부터 매년 개최되고 있다.

## 역사
포크페스티벌이 처음 개최된 2015년에는 이승환, 장미여관, 박학기, 동물원, 유리상자, 송창식, 함춘호, 신형원, 해바라기 등의 가수들이 참여하였다. 이 해에는 대구핫페스티벌이라는 행사의 일부로 개최되었다.
2020년에 개최된 대구포크페스티벌은 코로나19로 인해 온라인 공연으로 진행되었다.
2022년에는 대구의 여러 축제들을 통합한 '판타지어대구페스티벌'의 일부로 열렸다. 송창식, 이솔로몬, 박창근 등아 참여하였다.
2024년 기준 개최 10회를 맞이하였다.